# Cellule magnétique

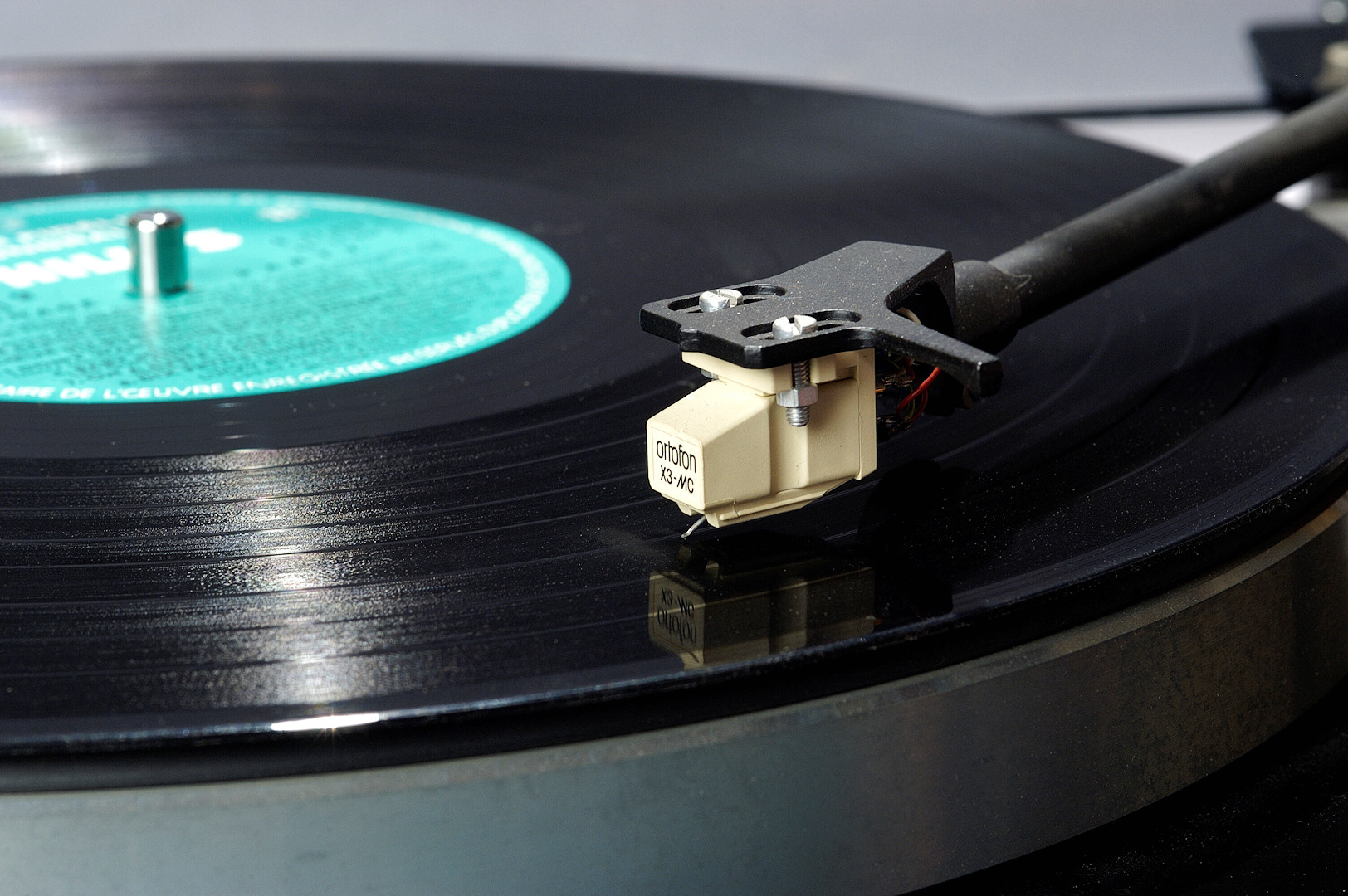
Cellule magnétique Ortofon à bobines mobiles

Une cellule magnétique est un type de transducteur utilisé pour la lecture des disques microsillon (disques vinyles). Il s'agit d'un phonocapteur qui convertit les vibrations mécaniques induites par la lecture du disque en signal électrique qui sera ensuite amplifié et corrigé par les circuits d'un amplificateur puis restitué par d'autres transducteurs (enceintes acoustiques ou casque) sous forme d'ondes sonores.

## Types de cellules magnétiques
Il existe plusieurs types de cellule magnétique, même si certains n'ont qu'une diffusion très limitée.
La cellule à aimant mobile (dite MM pour Moving Magnet) utilise, comme son nom l'indique, un aimant. Solidaire du porte pointe, cet aimant se déplace par rapport à deux bobines, y créant ainsi des courants électriques qui seront ensuite amplifiés. Il en existe des variantes comme les cellules à aimant induit ou à réluctance variable. La cellule à aimant mobile est, de très loin, le type de cellule le plus répandu. Il en existe de prix très modique et il est très facile d'en changer la pointe lorsqu'elle est usée.
La cellule à bobines mobiles (dite MC pour Moving Coil) utilise, en quelque sorte, un principe inverse de la cellule à aimant mobile : ici l'aimant est fixe et ce sont deux minuscules bobines qui sont solidaires du porte pointe. Ce type de cellule se situe presque exclusivement en haut de gamme du matériel haute fidélité. Généralement leur utilisation, en raison d'un niveau électrique et d'une impédance très faible, exige l'emploi d'un préamplificateur (ou d'un transformateur) spécial mais certains amplificateurs ou préamplificateurs haute fidélité offrent le choix entre entrées MC et MM. De plus certaines cellules à bobines mobiles offrent directement un niveau de sortie compatible avec un préamplificateur RIAA classique (MM). Certaines cellules à bobines mobiles sont très appréciées des passionnés et leur prix peut atteindre des niveaux impressionnants. Ce type de cellule présente le gros inconvénient d'avoir une pointe de lecture fixe : son changement pour usure implique généralement le changement de la cellule entière.